# Atlantica Online
Atlantica Online es un videojuego de rol o estrategia gratis para Microsoft Windows, basado en estrategia por turnos y catalogado como un videojuego de rol multijugador masivo en línea. Está desarrollado por la empresa coreana Ndoors Corporation. La versión internacional está escrita en inglés y la distribuye la delegación estadounidense de dicha compañía: Ndoors Interactive Inc. El juego salió al mercado el 30 de octubre de 2008 y, desde su lanzamiento oficial, este amplia regularmente su contenido y mejora su rendimiento a través de parches de actualización.
El juego está ambientado en una historia alternativa de la Tierra, con una atmósfera de fantasía y elementos de steampunk. El mapa del juego consiste en gran parte del hemisferio norte. Como en muchos juegos de este tipo, es posible comprar objetos especiales del juego con dinero real. 

## Gameplay
El juego ofrece un mundo poblado por caracteres creados por los jugadores y NPCs.  Puedes escoger 9 clases diferentes para tu personaje y configurar su apariencia. Los jugadores no pelean con solo el personaje principal. Cada jugador puede reclutar mercenarios adicionales hasta un máximo de 8 mercenarios además del principal, pero solo 9 en total pueden estar en el campo de batalla. Los jugadores pueden guardar mercenarios adicionales en los cuartos para mercenarios.
Además de las habilidades de batalla, todos los jugadores pueden aprender nuevas habilidades para poder crear a mano un gran número de herramientas y accesorios muy útiles durante el juego.
El diseño del juego hace un gran énfasis en el concepto de Gremios o Clanes. Los Clanes pueden controlar varios pueblos en el juego. Clanes poderosos pueden fundar naciones y enfrentarse a otros clanes. 
El combate en Atlantica Online es algo inusual para el género, ya que se basa en turnos. 
Actualmente no hay ningún bloqueo de restricciones IP a la versión EE. UU. de Atlantica Online. Este acceso sin restricciones ha dado lugar a que los usuarios internacionales de otros países fuera de los Estados Unidos puedan jugar en los servidores con sede en EE. UU.

## Mercenarios
Después de comenzar el juego los jugadores pueden reclutar hasta 39 mercenarios a unirse en sus viajes por el mundo de Atlantica. Los usuarios pueden luchar junto con 8 mercenarios durante las batallas y cambiar la formación de batalla acorde como la situación lo requiera. Los mercenarios junto con su héroe avanzan tanto de grado y jerarquía, ya que se hacen más fuertes conforme ganan experiencia durante las batallas.
Actualmente hay 39 diferentes tipos de mercenarios que se clasifican en 4 diferentes clases y estilos.
Table.
Melee Mercenarios atacan a sus oponentes cuerpo a cuerpo. Melee mercenarios tienen alto HP y defensa, pero promedio acción de poder. Mercenarios Larga distancia atacan a sus oponentes a distancia. Larga distancia mercenarios generalmente tienen bajo HP pero un alto poder de acción. Mercenarios mágicos usan sus hechizos, que son más fuertes que sus habilidades básicas. Mercenarios artilleros causan daños por dispersión a sus enemigos. Debido a la precisión de artillería y gran alcance, pueden ser bastante efectivos con sus oponentes.

## Batalla Tradicional
El combate en Atlantica Online es algo inusual para el género, ya que se basa en turnos. Cuando un carácter del jugador y un carácter del enemigo se enfrentan, ambos son transportados a un pequeño campo de batalla donde la batalla se lleva a cabo. Durante la batalla otros grupos de jugadores y otros grupos de monstros se pueden unir a la batalla en un máximo de 3 grupos por bando.
En la batalla cada grupo está posicionado en una cuadrícula de 3x3. La posición de cada mercenario y el carácter principal se determinan antes de iniciar la batalla, pero es posible modificar la posición moviendo sus posiciones durante la batalla cuando es su turno.
Durante el turno del jugador/monstruo cinco miembros del grupo poder ejecutar una acción.

## Sistema Táctico de Batalla
El sistema táctico de batalla (TBS) es la más reciente evolución de Atlantica combate por turnos y ofrece a los jugadores la habilidad de formar equipos con sus amigos o miembros de su clan para combatir en grandes batallas con docenas de caracteres por bando. Un bando puede tener hasta nueve jugadores en una batalla de Troya, y hasta cuatro caracteres bajo el control del jugador. Para obtener el triunfo los jugadores deben administrar sus unidades especiales y otros elementos como el clima, el terreno, obstáculos, incendios, trampas y mucho más.
Jugador en contra de jugador.
El juego ofrece varios tipos de combates entre jugadores (PvP) por sus siglas en inglés.
-	Retos:  Los jugadores pueden retar a cualquier jugador a un reto, y se puede apostar hasta como mínimo 100 oros. El ganador recibe la apuesta.
-	Liga Libre: Ligas organizadas se establecen durante el día con premios para el ganador en monemas atlántica (monedas del juego). Para este tipo de batalla se ofrece un rango y fama que se puede ganar o incrementar el rango.
-	Liga Coliseo: Una versión modificada de la Liga Libre que limita los niveles de los jugadores y el armamento para proporcionar una experiencia diferente en batalla PvP.
-	Campeonatos: Este torneo se realiza cada 2 semanas en domingo y es entre todos los servidores, donde los jugadores pueden tomar parte del Gran Campeonato. Como premio al ganador del gran torneo el jugador recibe el Tigre negro del Señor Barbaro y 45 monedas de plata de Atlantis.
-	Guerra: La guerra puede ser declarada de una nación a otra. Actualmente esta es la única manera de combatir a una escala mayor que uno contra uno. El máximo sin embargo es 3x3 por batalla. Durante las batallas en guerra los premios de las otras batallas no son otorgados. Si un jugador pierde durante la guerra tendrá que ser despojado de uno sus armamentos.

## Jugador en contra del entorno
Grupos de monstros deambulan libremente en las áreas designadas del mapa del mundo o en las mazmorras. La mayoría de las mazmorras están abiertas y accesibles a todos los jugadores de nivel suficiente para poder entrar. Se utilizan sobre todo para completar la línea de búsqueda principal.
El juego también cuenta con varios tipos de mazmorras (por meta y por tiempo). Si tienen éxito en las mazmorras los jugadores reciben premios además del botín que habían obtenido.
-	Independiente: Estas mazmorras pueden ser completadas individualmente o en un grupo hasta de 3 jugadores. Requieren cierto nivel para poder entrar. La recompensa incluye varios artículos y equipo de armas.
-	Clan:  Pueden ser completadas con miembros de su clan. La dificultad depende de la mazmorra. La recompensa varia y son enviadas directamente al líder del clan.
-	Nación:  Actualmente son las mazmorras más difíciles de completar ya que se necesitan varios miembros con un nivel muy alto. Se necesita gran organización y coordinación antes y durante las mismas. Los equipos suelen ser organizados por su nivel y se asignan funciones específicas tales como ofensiva pesada o defensa. Cuando un grupo termina con una mazmorra se anuncia en todo el servidor. Las recompensas son enviadas directamente al líder de la nación y pueden incluir raros y algunos artículos muy caros.
-	Equipo: Estos incluyen el Valle del Coyote y el las mazmorras encantadas de Tatami. La recompensa es en escala de acuerdo al número de monstruos aniquilados en un plazo determinado de tiempo. Los mejores tiempos de las mazmorras Independiente, Clan, Nación y equipo se registran en el salón de la fama del juego.
-	Centros de Entrenamiento: Los centros de entrenamiento pueden ser completados por clanes. Se componen de decenas de rondas programadas en contra de grupos de monstros progresivamente más difíciles. Basado en su desempeño los clanes son clasificados y puntos son asignados al completar en Centro de Entrenamiento.

## Entorno
El mundo de Atlántica Online ofrece lugares del mundo real que se mezcla con elementos mitológicos y de fantasía. Países como Alemania y China se representan con ciudades como Múnich, Moscú y Sapporo y el juego ofrece la oportunidad de visitarlas. Los climas son una característica similar a sus contrapartes en el mundo real, la arquitectura es a menudo una recreación de estructuras bastante conocidas en las ciudades del este de Europa y Japón por mencionar algunas. Roma también adquiere un papel muy importante como lugar del mundo real, parecida a la antigua ciudad de Roma durante su periodo de la conquista como el Imperio Romano. Cualquier jugador con nivel superior a 20 puede instantáneamente teletransportarse a Roma si tiene el porcentaje necesario de voluntad. En Roma los jugadores pueden visitar el bazar, la tienda de artículos en el almacén y luchar en las competencias jugador contra jugador, que se realizan a diario y semanalmente.
Las locaciones están basadas en locaciones del mundo real, pero a menudo geográficamente fuera de lugar y muy alterado por los efectos del juego.  La mayoría de las civilizaciones representadas son anacrónicas; Roma se encuentra en el Imperio Romano Germánico, mientras Gran Bretaña es independiente, el imperio Otomano reina en Turquía. El sudeste asiático se asemeja a los antiguos reinos de la India antes de colonización occidental ya la influencia islámica, y América del Norte se encuentra atrapada en la revolución industrial.
El 18 de diciembre de 2008, el continente de América del Norte fue agregado, el cual cuenta con Nueva York como una ciudad nueva para explorar en los Estados Unidos y también se agrega México como países posibles a explorar. Estos contienen pocas mazmorras pero en gran medida amplían el mapa de Atlantica Online. Los programadores del juego también han mencionado la posibilidad de añadir continentes del hemisferio sur, excluyendo la Antártica.

## Recepción
La recepción de Atlantica Online ha sido muy positiva, ha recibido una serie de premios en 2008. El juego es aclamado por su innovador sistema de combate basado en turnos y su integración con funciones de comunidad. Danny Gourley de Ten Ton Hammer elogió el juego, afirmando que “exige a los jugadores a pensar un poco en lugar de presionar teclas”. 
Atlantica Online ha sido seleccionado como el juego oficial para el campeonato mundial de juegos por 2 años consecutivos 2008 y 2009. Otras características únicas que son a menudo elogiadas son su sistema de mercenarios, principiante/mentor y su auto-movimiento.
Desde su lanzamiento ha sido calificado por miembros de diversos sitios web,  GameOgre.com, MMOsite.com y MMORPG.com, como uno de los mejores juegos MMO. En MMORPG.com ha sido clasificado constantemente como el mejor F2P/microtransaction MMO.

## Premios y reconocimientos
- "Best Fantasy MMORPG of 2009", MMOHut[1]
- "Best Free To Play Game of 2008", Ten Ton Hammer[2]
- "2008 Best New Game" Nomination, (voted 3rd), MMORPG.com[2]
- "Best Game", Korea Game Awards 2008[2]
- "Golden Plume Award for Best Foreign Online Game", China Digital Entertainment Expo and Conference (ChinaJoy) 2008[3]
- "Most Innovative Online Game", GameOgre's 2008 Online Game Awards[4]
- "Top Free MMO of 2008", "Best Innovation in an MMO of 2008", "Best Gameplay in an MMO of 2008", Onrpg Member's Choice Awards 2008[5]